# Torslanda
Torslanda  è un'area urbana della Svezia situata nel comune di Göteborg, contea di Västra Götaland. La popolazione rilevata nel 2005 era di 10 129 abitanti.